# Джадараны
Джадаран, джаджират, джуръят (монг. Жадаран) — одно из племен, входивших в нирунскую ветвь монголов.

## Этноним
Предположительно, название джадаран (жадаран) состоит из двух частей: «жад» и «аран». «Жад» является древнетюркским словом в значении «инородный, чужой», в то время как «аран» в монгольском языке обозначает простолюдина. Таким образом, джадаран переводится как «чужой арат», «чужой человек».

## История

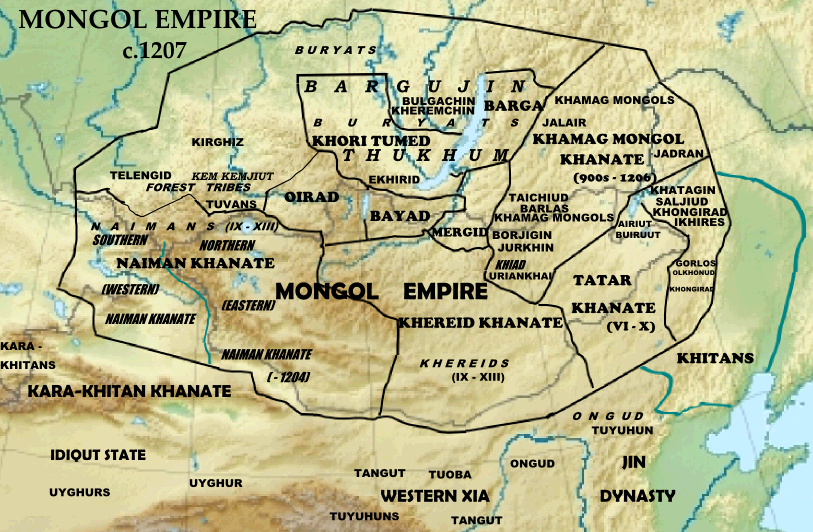
Монгольская империя в 1207 г.

Согласно «Сокровенному сказанию монголов», род джадаран произошёл от Джадарая, приёмного сына Бодончара-Мунгхага. Отправляясь в поход на соседнее племя, Бодончар захватил беременную женщину из рода аданхан-урянхачжин племени чжарчиут. Войдя в дом к Бодончару, эта женщина родила сына, которого назвали Джадарай, так как он считался выходцем из другого племени. Другой её сын, Бааридай, родившийся уже от Бодончара, стал родоначальником племени баарин. В отличие от автора «Сказания», Рашид ад-Дин возводил джадаранов к Дурбаю, седьмому сыну Тумбинэ-хана.
Сыном Джадарая был Тухуудай. У Тухуудая был Бури-Бульчиру, у Бури-Будьчиру — Хара-Хадаан. Сыном Хара-Хадаана был Джамуха  — друг детства и побратим Темуджина-Чингисхана. Джадараны принимали участие в походе Темуджина против меркитов. После победы над меркитами отношения между Темуджином и Джамухой стали ухудшаться. Позднее Джамуха станет главным противником Темуджина в объединении монголов и будет бороться с ним вплоть до своей смерти в 1205 году.

## Современность
Носители родовых фамилий Жадран, Жадаран проживают в Улан-Баторе и аймаках Монголии: Хөвсгөл, Хэнтий, Сэлэнгэ, Дархан-Уул, Өвөрхангай, Төв, Архангай, Говь-Алтай, Дорноговь, Дундговь. Носители фамилии Жамуха зарегистрированы в Улан-Баторе и аймаке Сэлэнгэ.
Часть джадаранов, как и многие другие монгольские племена, осела в Афганистане. В настоящее время представители племени джадран проживают в юго-восточных районах провинции Пактия и окрестностях г. Хост.

## Правители
- Джамуха (Джарчирадай, с 1201 года — гурхан) (ок. 1185 — 1204, уб. 1205).
- 1204 — завоевание монголов[14].